# هیدرا
هیدرا یا هودرا (به یونانی: Λερναία Ὕδρα)، (به انگلیسی: Lernaean Hydra) به معنی مار آبی لرنا، در اسطوره‌شناسی یونانی و رومی یک هیولای وحشتناک به شکل مار است که به گفتهٔ هزیود مانند شیر نیمیایی فرزند اکیدنا (هیولای مؤنث نیمه پری و نیمه مار)، و تایفون (دارای ۱۰۰ سر) بود.
او در مردابی نزدیک به شهر باستانی لرنا در آرگوس می‌زیست، مکانی که همچنین افسانهٔ دانائوس از آنجا سرچشمه گرفته است. در زیر این آب‌ها ورودی به جهان زیرین وجود داشت، و هیدرا نگهبان آن بود. هیدرا دارای بدنی شبیه به مار و سرهای فراوان بود (تعداد سرهای او از پنج تا صد متغیر هستند اما عموماً تعداد نه سر برای او پذیرفته شده)، وقتی یک سر هیدرا بریده می‌شد، سری جدید به جای آن می‌رویید (در بعضی از داستان‌ها دو سر جدید روییده می‌شد)، و یکی از سرهای آن جاودانه بود و با هیچ سلاحی آسیب نمی‌دید. هم‌چنین بوی زنندهٔ نفس هیدرا کافی بود تا یک انسان یا جانور را بکشد. (در تفسیرات دیگر به مانند یک زهر کشنده است). وقتی هیدرا از مرداب بیرون می‌آمد به گله‌های روستاییان محلی حمله می‌کرد و آن‌ها را با سرهای بیشمار خود می‌بلعید. هیدرا سرانجام توسط هراکلس (هرکول)، پهلوان نام‌دار یونانی به عنوان دومین شاهکارش کشته شد. هراکلس به کمک برادرزاده‌اش یولائوس، تمام سرهای هیولا را برید و گردن او را با شمشیر و آتش سوزاند.

## افسانه
قدیمی‌ترین روایت موجود از هیدرا در تئوگونیا به قلم هزیود آمده است، در حالی که قدیمی‌ترین تصاویر این هیولا بر روی یک جفت فیبولای برنزی مربوط به حدود دههٔ ۷۰۰ پیش از میلاد یافت شده است. در هر دو منبع، بن‌مایه‌های اصلی اسطوره هیدرا از قبل وجود دارند: یک مار چند سر که توسط هراکلس و برادرزاده‌اش یولائوس کشته می‌شود. در حالی که این فیبولاها هیدرا را با شش سر به تصویر می‌کشند، تعداد سرهای آن برای اولین بار توسط آلکایوس (حدود ۶۲۰ - سده ششم پیش از میلاد) به صورت کتبی به تعداد نه سر مشخص شد. سیمونیدس، شاعر یونانی یک قرن بعد نوشت، و تعداد سرها را به پنجاه عدد افزایش داد، در حالی که اوریپید، ویرژیل و دیگران رقم دقیقی ارائه ندادند. هراکلیتوسِ پارادوکسوگراف با بیان اینکه هیدرا یک مار تک سر بوده و فرزندانش را همراهی می‌کرده، این افسانه را توجیه کرد.

## دومین شاهکار هراکلس
بعد از کشتن شیر نیمیایی، ائوروستئوس، هراکلس را به دومین خوان او یعنی از بین بردن هیولای نه سر هیدرا فراخواند. هراکلس با یک ارابهٔ تندرو همراه با برادرزاده‌اش یولائوس برای یافتن هیدرای وحشتناک به دریاچه لرنا سفر کردند.
بالاخره وقتی آن‌ها به مخفیگاه هیدرا رسیدند، هراکلس به یولائوس گفت کنار اسب‌ها بماند تا او بتواند هیولا را بوسیلهٔ تیرهای آتشین از سوراخ خود بیرون بکشد. این کار باعث بیرون آمدن هیولای مخوف شد. هراکلس دلیرانه به هیولا حمله کرد، و تک تک سرهای او را با شمشیر برید (در بعضی از تفسیرات با داس)، اما به زودی متوجه شد وقتی یک سر بریده می‌شد، سری دیگر جایگزین آن می‌شد. هراکلس از یولائوس تقاضای کمک کرد، و از او خواست برایش یک مشعل آتشین بیاورد و وقتی هراکلس سرها را یکی پس از دیگری قطع می‌کند، یولائوس هم با مشعل جای زخم سره بریده شده را بسوزاند و از رشد مجدد آن جلوگیری کند. هراکلس تقریباً داشت بر اثر نفس سمی هیدرا خفه می‌شد، اما سرانجام، با کمک یولائوس، هراکلس توانست تمام سرها را جدا کند به غیر از یکی. سری که مانده بود جاودانه بود و با هیچ سلاحی آسیب نمی‌دید، بنابراین او گرز سنگین خود را برداشت، و یک ضربه محکم به آن زد، سپس به سرعت با دست‌های عریان سر آن را بلند و در اعماق زمین دفن کرد و تخته سنگ بزرگی را بر روی آن قرار داد. بعد از کشتن هیدرا، هراکلس نوک پیکان‌های خود را به خون هیدرا آغشته کرد، که به شدت سمی بود و آن‌ها را مرگبار ساخت، (هرکول از این تیرهای سمی در شاهکارهای بعدی خود برای از بین بردن پرندگان استومفالوسی و گروئون استفاده کرد. همچنین بعدها از این سم برای کشتن سانتور نسوس که همسر او را دزدیده بود، استفاده نمود).
وقتی ائوروستئوس، نمایندهٔ هرا که دوازده‌خان را به هراکلس محول کرده بود، متوجه شد که یولائوس مشعل آتشین را به هراکلس داده است، اعلام کرد که این وظیفه به تنهایی تکمیل نشده و در نتیجه جزو ده خان تعیین شده برای او محسوب نمی‌شود.

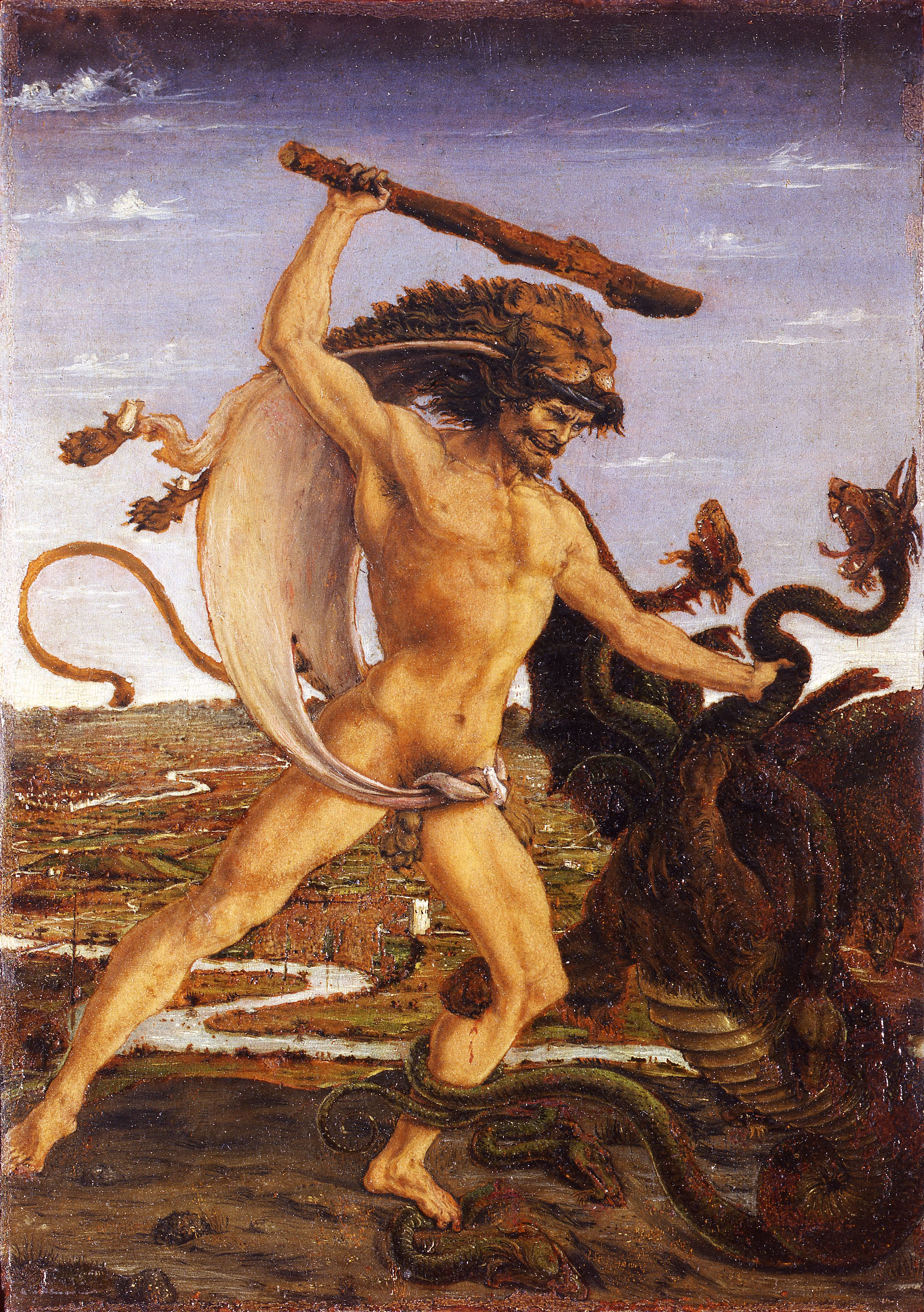
هرکول در حال کشتن هیدرا، اثر پولایولو (حدود ۱۴۷۵). گالری اوفیتزی، فلورانس، ایتالیا

در تفسیرات دیگر آمده وقتی هراکلس در حال نبرد با هیدرا بود، هرا یک خرچنگ غول‌پیکر را به سوی آن‌ها فرستاد که به پای هراکلس حمله کرد. این افسانه از روی خطاطی‌های برجسته بر روی سنگ مرمری با تاریخ قرن دوم پیش از میلاد مسیح در شهر باستانی لرنا پیدا شده است، که نشان می‌دهد هراکلس در حال حمله به هیدرا است و در کنار پای او یک خرچنگ بزرگ وجود دارد.

## صورت فلکی
نویسندگان یونانی و رومی نقل کرده‌اند که هرا پس از کشتن هیولا توسط هراکلس، هیدرا و خرچنگ را به عنوان صورت‌های فلکی در آسمان شب قرار داد. وقتی خورشید در برج سرطان (در زبان لاتین به معنای «خرچنگ») است، سر صورت فلکی هیدرا در نزدیکی آن قرار دارد. در واقع، هر دو صورت فلکی از صورت‌های فلکی بابلی قدیمی‌تر گرفته شده‌اند: باسمو («مار سمی») و آلوتو («خارچنگ»).

## نگارخانه

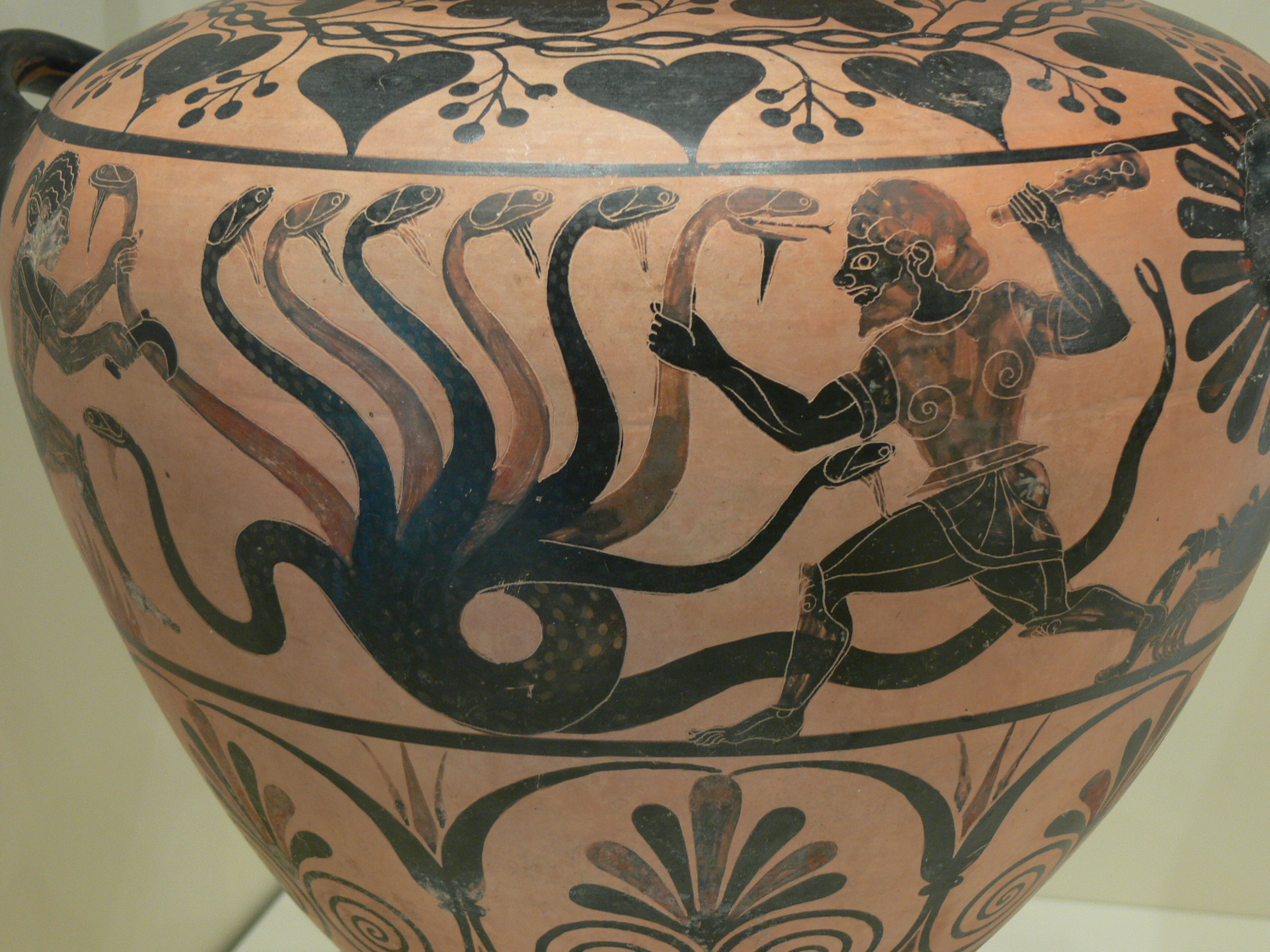
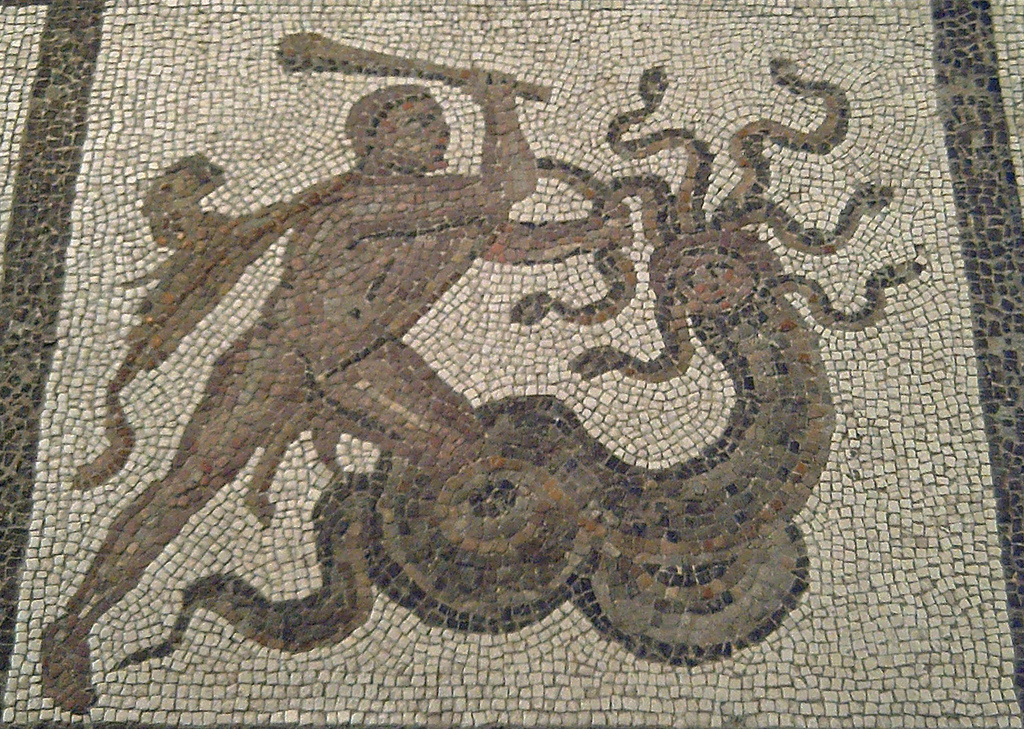
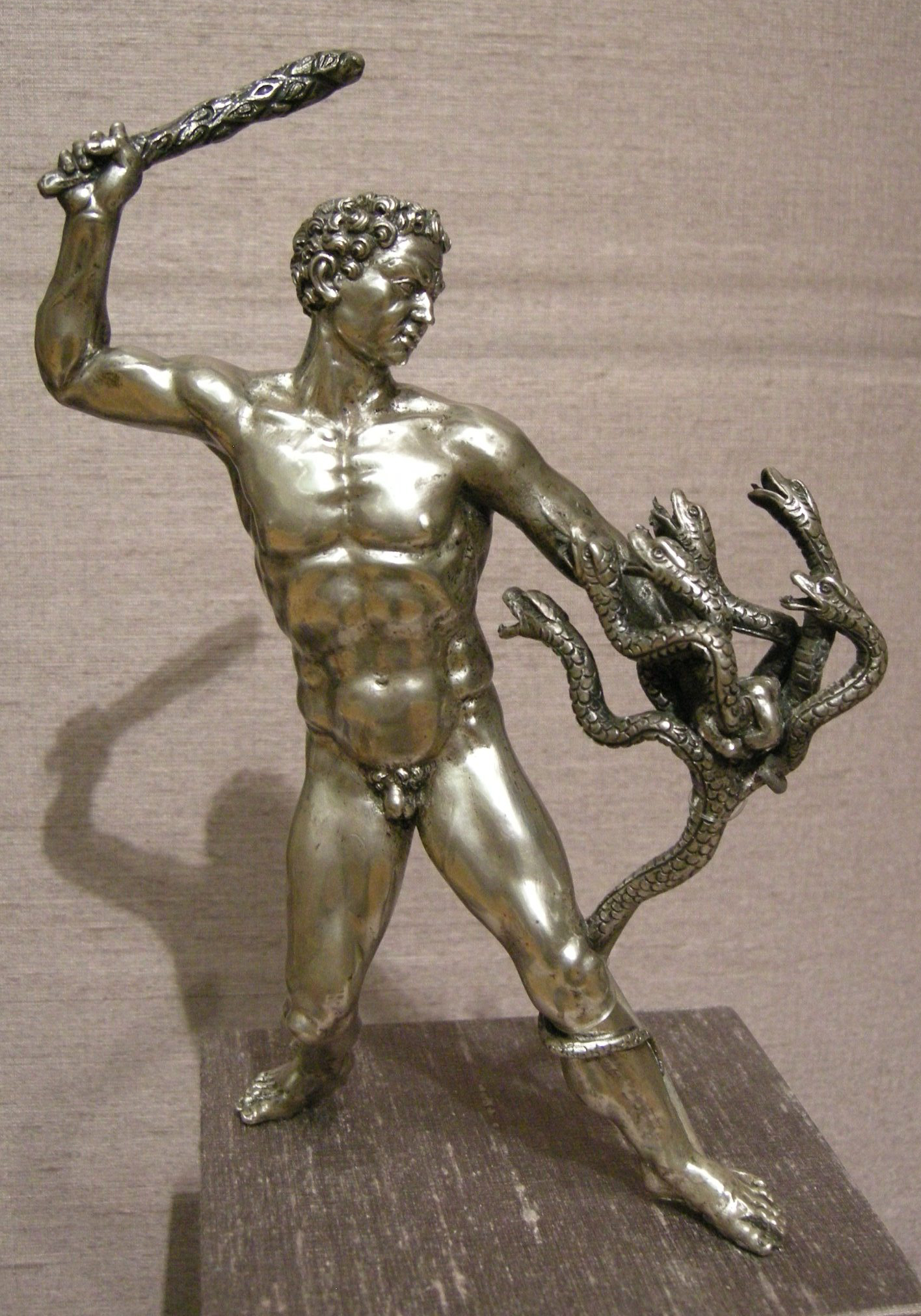
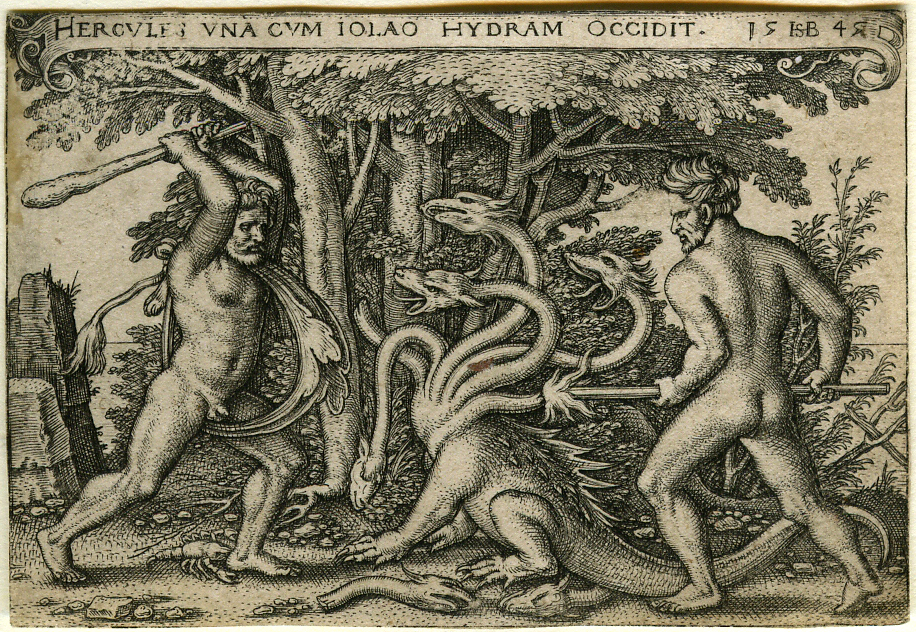
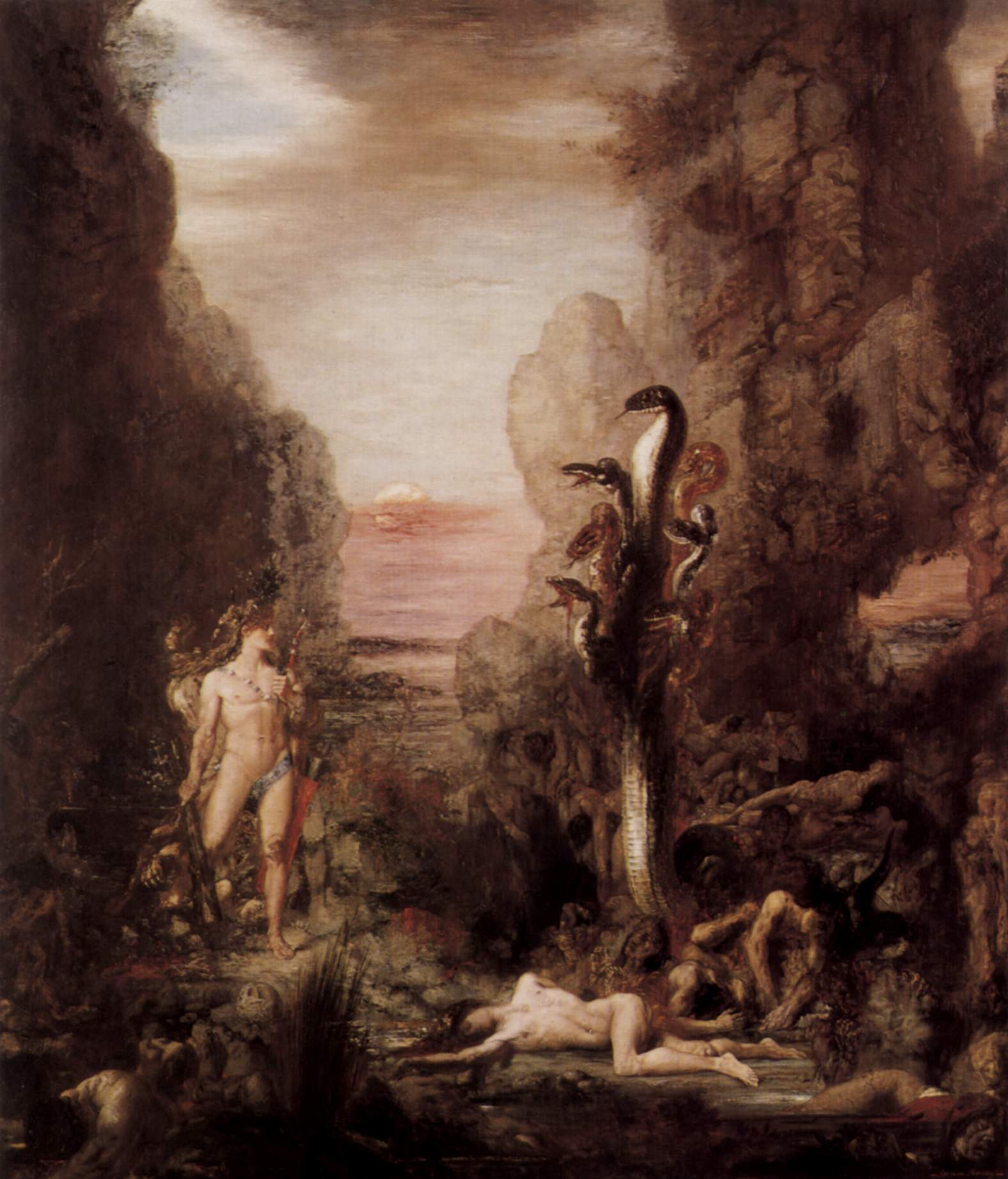
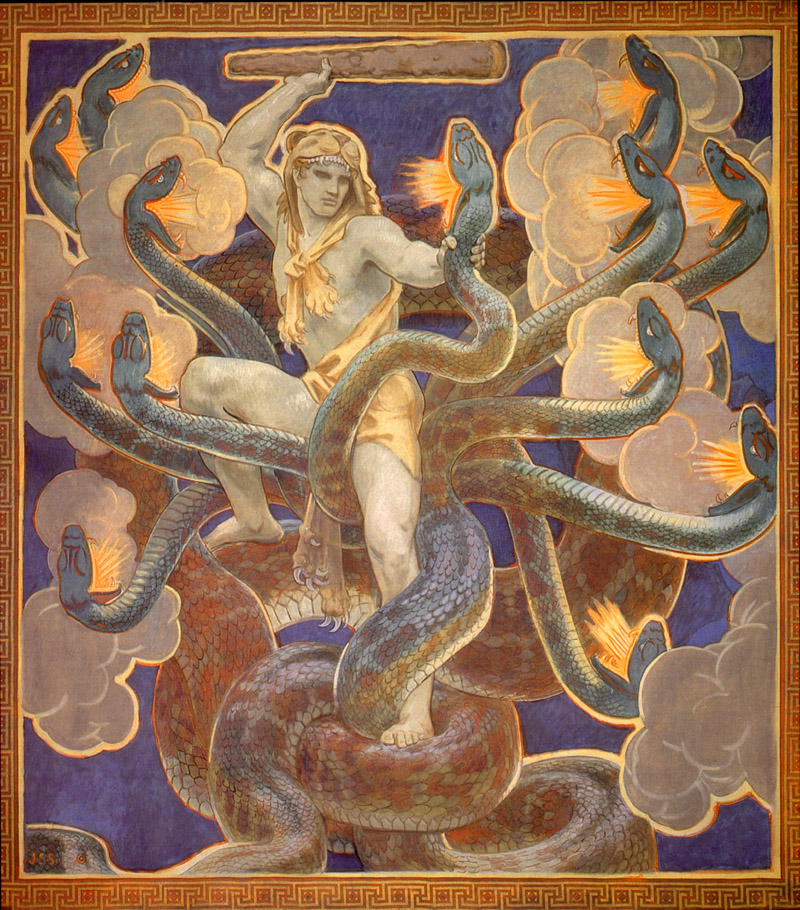